# Еримант (митологија)
Еримант (грч. Ερύμανθος) је у грчкој митологији било име више личности.

## Етимологија
Име Еримант има значење „онај који прориче уз помоћ коцке“.

## Митологија
- Еримант је био речни бог у Аркадији, коме су били посевећени храм и статуа у Псофиди.[2] Његови родитељи су највероватније били Океан и Тетија.[3]
- Еримант је био Аполонов син кога је Афродита ослепела јер ју је затекао нагу док се купала. Да би јој се осветио, Аполон се преобразио у дивљег вепра и усмртио њеног љубимца Адониса.[2] По овом јунаку је гора Еримант добила назив. Тумачење Роберта Гревса је да је Еримант заправо затекао Артемиду, а не Афродиту, јер је гора њој била посвећена. Адонис је убијен како би се осветила смрт војсковође Ериманта убијеног претходне године, јер његово име значи да је изабран коцком да убије светог краља.[1]
- Према Паусанији, Еримант је био Аристов син и Аронов отац. Паусанија је помињао још једног Ериманта, који је био син Аркада и Калисте. Он је био Ксантов отац.[4] Ова двојица су можда били иста личност.[2]